# استودیو فیس‌پانچ
استودیو فیس‌پانچ (به انگلیسی: Facepunch Studios) یک توسعه‌دهنده و ناشر بازی‌های ویدئویی مستقل بریتانیایی است که مقر اصلی آن در والسال انگلستان است و در ژوئن ۲۰۰۴ توسط گری نیومن تأسیس شد. این شرکت بیشتر بخاطر بازی ویدیویی غیرخطی خود ماد گری و بازی بقا راست شناخته می‌شود. آنها در حال توسعه دنباله ماد گری با عنوان S & box هستند که قرار است در مقطعی از سال ۲۰۲۱ به صورت دسترسی زودهنگام منتشر شود.

## تاریخچه
استودیو فیس‌پانچ توسط گری نیومن در ژوئن ۲۰۰۴ تأسیس شد. نیومن و همکارانش قصد داشتند از نام «استودیو» به جای یکی از نام‌های شخصی خود استفاده کنند تا حرفه ای تر به نظر برسند. نام «Facepunch» ناشی از طوفان فکری نام بازی Facewound بود. در پایان دو نام انتخاب شد: Facepunch و Facewound. برای بازی از Facewound استفاده شد، اما Facepunch «صدایی بیش از حد خنده دار» قلمداد شد - و از این رو به عنوان نام این شرکت استفاده شد.

### ماد گری
گری نیومن به‌طور رسمی به عنوان یک برنامه‌نویس رایانه آموزش ندیده‌است. توسعه ماد گری به عنوان یک حالت سندباکس در موتور سورس شرکت ولو شروع شد. ماد گری به عنوان یک بازی ویدیویی در نظر گرفته نشده بود، و بیشتر شبیه به یک زمین بازی بود و بیشتر assetهای خود را از بازی‌های ویدئویی ولو مانند نیمه‌عمر ۲، تیم فورترس ۲، درگاه می‌گیرد. از ژانویه ۲۰۱۶، این بازی ۱۰ میلیون نسخه فروخته‌است.

### راست
راست یک بازی آنلاین چند نفره بقا است که بر اساس بازی‌هایی مانند ماینکرفت و DayZ ساخته شده‌است. پیدایش Rust ناشی از ناامیدی فیس‌پانچ از گیم پلی DayZ بود. مفهوم بزرگ Rust ساخت بازی ای بود که بازیکنان بتوانند محیط را قالب ریزی کنند: شکار، مهار، جمع‌آوری و غارت برای زنده ماندن. و بازیکنان خود مانع موفقیت یکدیگر می‌شوند.
Rust در دو هفته اول بیش از ۱۵۰٬۰۰۰ نسخه فروخت. در مقایسه، Garry's Mod طی دو هفته فقط ۳۴۰۰۰ فروخت. تا سال ۲۰۱۷، بیش از پنج میلیون فروش داشته‌است. این بازی در فوریه ۲۰۱۸ رسماً از دسترسی زودهنگام خارج شد.
فیس‌پانچ رسماً فروش نسخه لینوکس Rust را در ژوئیه ۲۰۱۸ متوقف کرد ولی هنوز از نسخه لینوکس پشتیبانی می‌کند.

### S&box
S&box (بخوانید «سندباکس») دنباله ای در حال توسعه برای بازی ماد گری است. نیومن اظهار داشت که فیس‌پانچ در اواخر سال ۲۰۱۵ با تمرکز بر واقعیت مجازی در حال کار بر روی دنباله ماد گری بود. به‌طور رسمی در سال ۲۰۱۷ اعلام شد که بازی در آنریل انجین ۴ توسعه خواهد یافت، اما توسعه در سال ۲۰۱۹ متوقف شد و بعداً در مارس ۲۰۲۰ به موتور سورس ۲ منتقل شد. بازی برای انتشار دسترسی زودهنگام در سال ۲۰۲۱ تنظیم شده‌است.

## بازی‌ها
| سال  | عنوان   | سکو                                                 |
| ---- | ------- | --------------------------------------------------- |
| ۲۰۰۶ | ماد گری | لینوکس، مک‌اواس، مایکروسافت ویندوز                   |
| ۲۰۱۸ | راست    | مک‌اواس، مایکروسافت ویندوز، پلی‌استیشن ۴, اکس‌باکس وان |
| ۲۰۱۸ | Clatter | مایکروسافت ویندوز                                   |
| ۲۰۱۹ | Chippy  | مایکروسافت ویندوز                                   |
| ۲۰۲۱ | S&box   | مایکروسافت ویندوز                                   |